# Chodków (osada leśna)
Chodków – osada leśna w Polsce, położona w województwie mazowieckim, w powiecie kozienickim, w gminie Głowaczów.
W latach 1975–1998 miejscowość administracyjnie należała do województwa radomskiego.